# Misery index

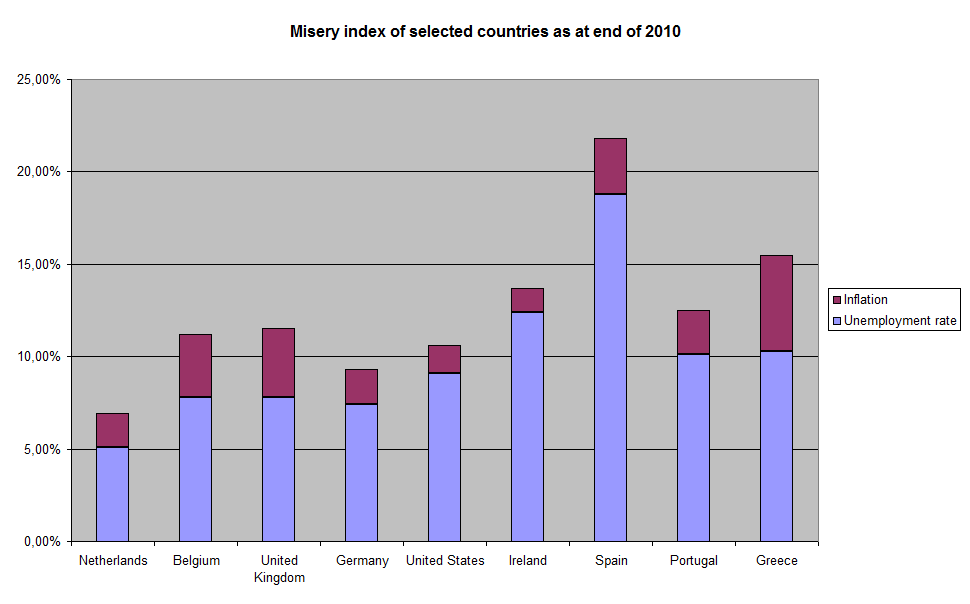
Misery index van een aantal landen per eind 2010

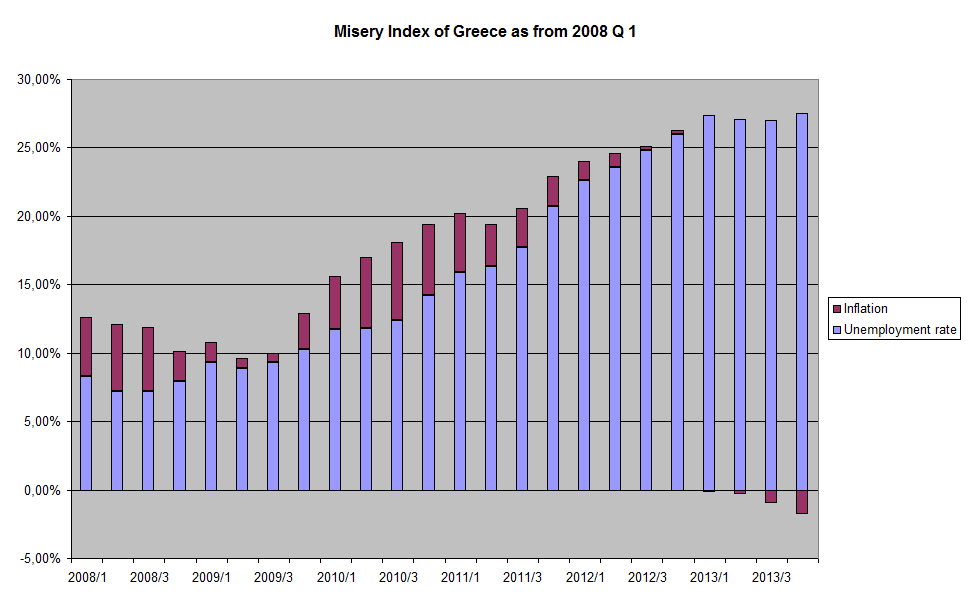
Misery index van Griekenland vanaf begin 2008

De Misery index is een economische index die beoogt een snelle indicatie te geven van de hoeveelheid "economische ellende" in een land. Hij is ontwikkeld door de econoom Arthur Okun; andere economen hebben er varianten van ontwikkeld. In de oorspronkelijke vorm bestaat deze index eenvoudig uit de optelsom van de werkloosheid en de inflatie (op jaarbasis): de veronderstelling is dat hiermee een redelijke indicatie wordt verkregen van de actuele economische situatie in een land. Aangezien beide waarden in procenten plegen te worden weergegeven luidt de misery index ook in procenten: het zijn echter geen "procenten van iets". 
Op de misery index in zijn oorspronkelijke vorm is op diverse punten kritiek mogelijk (en geuit). Zo is niet op voorhand duidelijk waarom 1%-punt inflatiestijging eenzelfde gewicht zou moeten hebben als 1%-punt extra werkloosheid. De vraag hoe omgegaan zou moeten worden met de combinatie van werkloosheid (die altijd een positieve getalwaarde heeft) en deflatie (zijnde negatieve inflatie) is eveneens niet goed te beantwoorden. Tevens is een vergelijking tussen diverse landen (in veel gevallen) niet zuiver te maken omdat zowel voor de werkloosheid als voor de inflatie geheel verschillende vaststellingsmethoden gebruikt kunnen worden. 
Binnen één land kan deze index wel een beeld geven van de macro-economische ontwikkeling. 
De misery index van een aantal landen per eind 2010, alsmede de misery index van Griekenland vanaf begin 2008, is weergegeven in nevenstaande grafieken. 